# Карбидосталь
Карбидостали — семейство композиционных инструментальных материалов, которые изготовляются методами порошковой металлургии и предназначаются для металлообработки.
Карбидостали отличаются термостойкостью, сочетанием характеристик твёрдых сплавов (твёрдости, износостойкости) и легированных сталей (прочность, вязкость). По своим параметрам занимают промежуточное положение между быстрорежущими сталями и твёрдыми сплавами, однако карбидостали легче быстрорежущих сталей на 13 %, твёрдых сплавов — на 50 %.
В структуре карбидосталей тугоплавкие карбидные зёрна (как правило TiC) равномерно распределены в связке с легированной сталью. Высокое содержание карбидной фазы даёт возможность реализовать повышенную износостойкость, а присутствие термообрабатываемой связки позволяет подвергать карбидостальные заготовки механической обработке в отожжённом состоянии.
Разработка карбидосталей была осуществлена российским предприятием «Ижсталь», их выпуск налажен на основе марок стали Р6М5-КТ20 и Р6М5К5-КТ20 с массовой долей TiC около 20 %.

## Технические параметры
Вторичная твёрдость HRC 70—72 (HRA 87—89)
Прочность при изгибе 2000—25000 МПа
Ударная вязкость 80—120 Дж/м2
Теплостойкость 650—690 °C
Плотность материала 7,10 г/см3